# Deborah Voigt
Deborah Voigt (4 de agosto de 1960) é uma soprano americana.

## Biografia
Debbie Joy Voigt, cantora de ópera conhecida por sua voz de soprano dramático vibrante, é famosa por suas interpretações de papéis de Strauss e Wagner, incluindo Isolda em Tristan und Isolde, Sieglinde em Die Walküre, Elsa em Lohengrin, Elisabeth em Tannhäuser, Senta em Der fliegende Holländer, Ariadne em Ariadne auf Naxos, Chrysothemis em Elektra, a Imperatriz em  Die Frau ohne Schatten, o papel Titular em Salome, Helena em Die ägyptische Helena, Marie em Friedenstag, e Marschallin em Der Rosenkavalier. O seu mais recente papel foi Alceste (Gluck). Voigt se apresenta regularmente em casas de ópera e salas de concertos em todo o mundo. Em 2002, ela foi homenageada como a Ordem de Arts et des Lettres, por suas contribuições músicais.

## Discografia
- Berlioz. Les Troyens, condução de Charles Dutoit com Montreal Symphony Orchestra and Chorus, Decca, 1993.
- Beethoven: Fidelio, condução de Colin Davis com Bavarian State Opera Chorus & Radio Symphony, BMG, 1996.[2]
- Schoenberg: Gurrelieder, Teldec, 1996.
- Beethoven: Cantates, Koch International Classics, 1997.
- Mahler: Symphony No. 8, Telarc, 1997.
- Robert Shaw (conductor): Absolute Heaven, Telarc, 1997.
- Strauss: Elektra, Deutsche Grammophon, 1997.
- The American Opera Singer, BMG/RCA Victor, 1997.
- Operatically Incorrect!, BMG/RCA Victor, 1997.
- Wagner: Der fliegende Hollander, Sony/Columbia, 1997.
- Strauss: Don Juan, Teldec, 1999.
- Zemlinsky: Samtliche Chorwerke, EMI Classics, 1999.
- Strauss: Ariadne auf Naxos, UNI/Deutsche Grammophon, 2000.
- Wagner: Love Duets, EMI Classics, 2000.
- Zemlinsky: Cymbeline Suite, EMI Classics, 2001.
- Obsessions (EMI Classics 2004)
- All My Heart (EMI Classics 2005)